# Villadiezma
Villadiezma es una localidad española de la provincia de Palencia (Castilla y León) que pertenece al municipio de Osorno la Mayor.

## Ubicación
El pueblo se encuentra en el valle del río Vallarna, aproximadamente a 5 kilómetros de Osorno, la capital del municipio. Se accede a través de la carretera N-120.
Su término confina con Abia de las Torres al N, Osorno al NE, Santillana de Campos al SE, y con Villaherreros al O.

## Historia
En 1973 Osorno, Santillana de Campos, Las Cabañas de Castilla y Villadiezma se fusionan para formar el municipio conocido como Osorno la Mayor, con capital en Osorno.

## Geografía humana

### Demografía
| Gráfica de evolución demográfica de Villadiezma entre 1842 y 1970 |
| |
| Población de derecho según los censos de población del INE Población de hecho según los censos de población del INEEntre el censo de 1981 y el anterior, este municipio desaparece porque se agrupa en el municipio 34901 (Osorno la Mayor) |

| Gráfica de evolución demográfica de Villadiezma entre 2000 y 2020  |
|                                                                    |
| Población de derecho (2000-2020) según el padrón municipal del INE |

## Patrimonio
- Iglesia parroquial de San Andrés Apóstol
- Palacio del Obispo (siglo XVI)
- Ermita de Pozo Vega